# Kōshi, Kumamoto
Kōshi (合志市 Kōshi-shi) là một thành phố thuộc tỉnh Kumamoto, Nhật Bản. Thành phố được thành lập ngày 27 tháng 2 năm 2006.
Đến năm 2006, dân số thành phố là 52.500 người trên diện tích 53,17 km², mật độ 987,39 người/ km².